# Sant Pere d'Aüira
Sant Pere d'Aüira és una ermita romànica del municipi de Campdevànol, a la comarca catalana del Ripollès. Situada a la dreta del Freser en un cim de més de 1.100 m d'altitud. Ofereix una panoràmica excepcional sobre tota la comarca, amb unes vistes que arriben fins al Pedraforca. És una obra inclosa en l'Inventari del Patrimoni Arquitectònic de Catalunya.

## Descripció
Construcció d'una sola nau amb absis semicircular a llevant, ampliada al segle xvii amb dues capelles de planta rectangular, a costat i costat de la nau, que donen l'aparença de planta de creu llatina. S'il·lumina per dues finestres de doble esqueixada, a l'absis i al mur de migjorn, i dues espitlleres a les capelles. La portalada a migjorn és d'arc de mig punt. El campanar d'espadanya de dues obertures s'alça s'obre la nau en la intersecció amb les capelles.

## Història
L'antiga parròquia de Sant Pere d'Auria és a la dreta del Freser, en un cim de 1200 m d'altitud, al sector nord del terme. La seva demarcació s'havia estès també per l'esquerra del Freser, però quan se suprimí la seva parròquia, vers el 1415, per fusionar-se amb Sant Quintí de Puig-rodon, aquest sector fou unit a Sant Martí d'Armàncies. El lloc és conegut des del 1150 però l'església actual fou reconstruïda al principi del segle xiii i consagrada per Sant Bernat Calbó el 6 de setembre de 1235. És un edifici romànic tardà, amb absis llis i campanar d'espadanya de doble ullada sobre el mur que separa la nau de l'absis. Fou ampliat el 1640 amb dues capelles laterals, que li donen una planta de creu llatina.